# National Ice Center
Das U.S. National Ice Center (USNIC) ist ein Forschungszentrum für die Erforschung von Navigationsmöglichkeiten und -analysen für die Streitkräfte der Vereinigten Staaten und verbündeter Nationen sowie für die zivile Seefahrt. Es wird unterhalten durch die US Navy und damit durch das US-amerikanische Verteidigungsministerium, die National Oceanic and Atmospheric Administration unterhalten durch das US Department of Commerce sowie die US Coast Guard des US Department of Transportation. Gegründet wurde es 1995, seitdem erstellt es Karten der Meeresgebiete, die von Meereis bedeckt sind, und beobachtet Eisberge, die in Schifffahrtswege driften.
Sitz der Behörde ist Suitland (Maryland).
Im Nordatlantik übernimmt die International Ice Patrol die Überwachung der Eisberge.
Das USNIC übernimmt seit 1978 grundsätzlich auch die Benennung/Nummerierung von antarktischen Eisbergen. Diese erfolgt jedoch in der Regel nur für Eisberge mit einer Längenausdehnung in einer Richtung von mindestens 10 Seemeilen. Dabei gibt der erste Buchstabe den Herkunftsquadranten des Eisberges an (A = 0° bis 90° westlicher Länge; B = 90° West bis 180°; C = 180° bis 90° östlicher Länge und D = 90° Ost bis 0°), dem dann eine Zählnummer folgt. Weitere folgende Buchstaben weisen auf ein Zerbrechen eines ursprünglich größeren Eisberges hin. So brach beispielsweise A-76 in A-76A, A-76B und A-76C auseinander.